# Młodszy sierżant
Młodszy sierżant (ros. младший сержант) – stopień wojskowy w siłach zbrojnych wielu państw świata, wyższy od starszego kaprala i niższy od sierżanta. Zazwyczaj oznaczany dwoma, rzadziej trzema lub jedną belką. Jest charakterystyczną częścią systemu rang w wojsku rosyjskim i radzieckim oraz w państwach obszaru byłego ZSRR.

## W wojsku rosyjskim i radzieckim

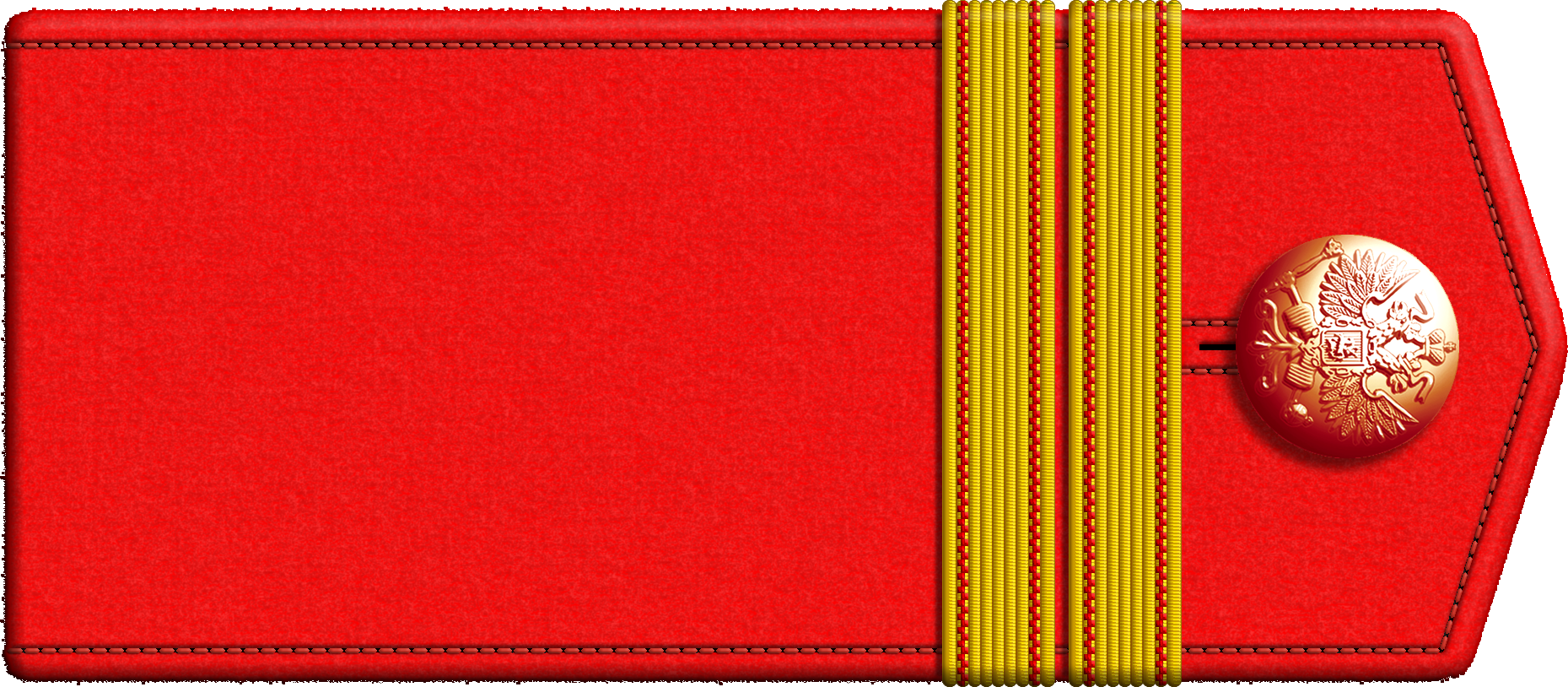
Pagon młodszego unteroficera Armii Imperium Rosyjskiego (do 1917)
Patka kołnierzowa młodszego sierżanta Armii Czerwonej (1940–1943)
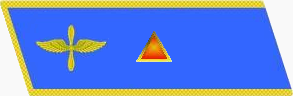
Patka kołnierzowa młodszego sierżanta Wojskowych Sił Powietrznych (1940–1943)
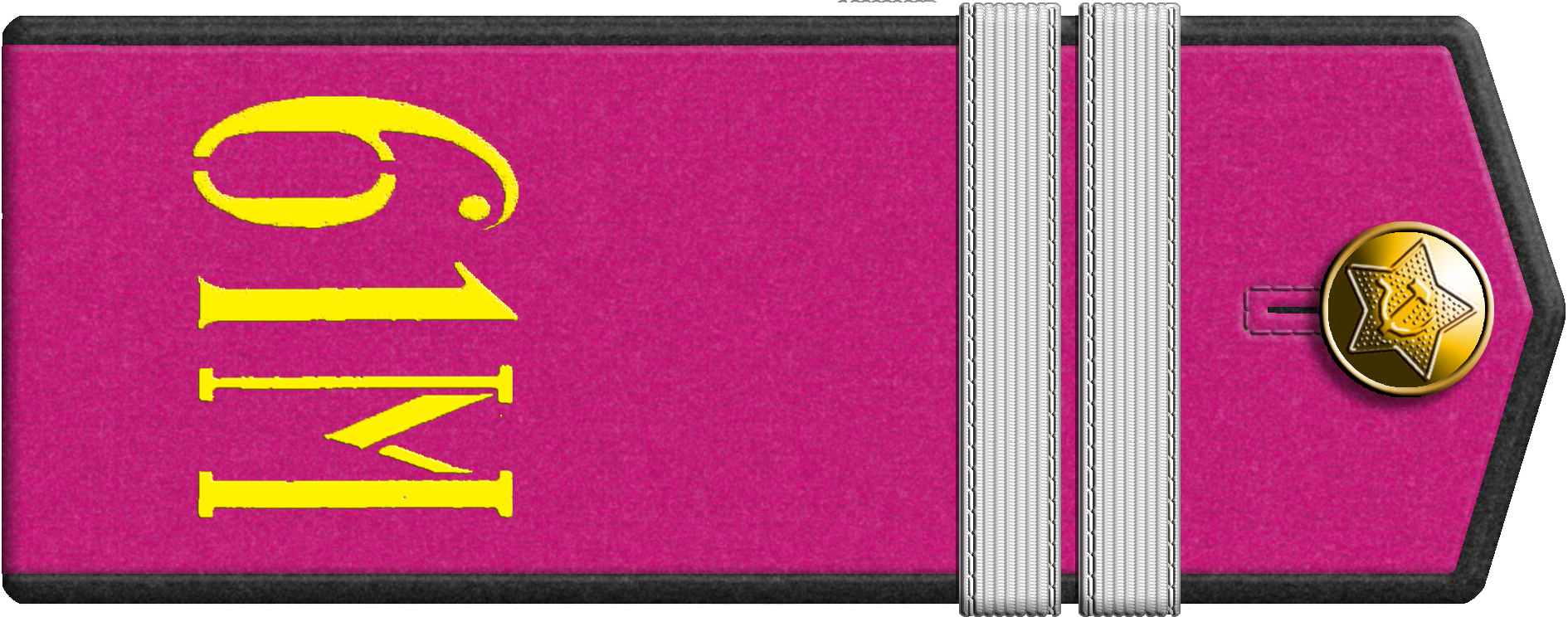
Pagon młodszego sierżanta piechoty Armii Czerwonej do munduru wyjściowego i galowego (1943–1955)
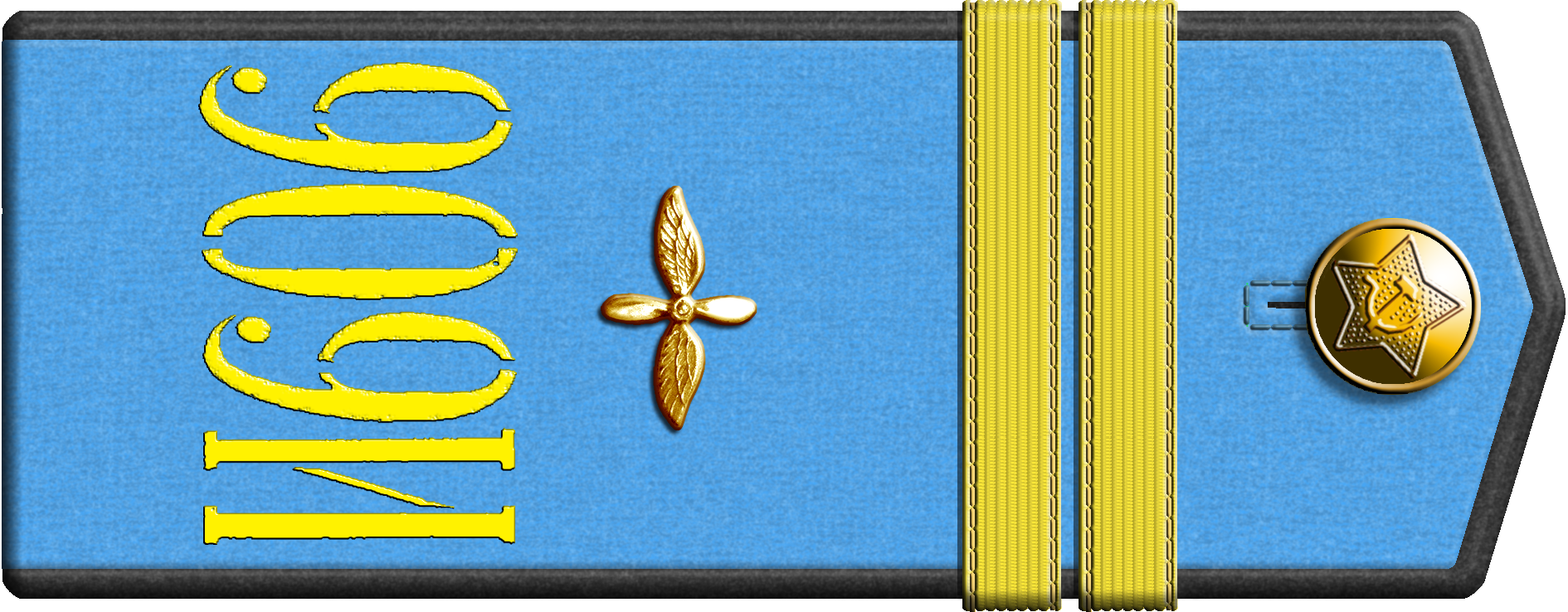
Pagon młodszego sierżanta Wojskowych Sił Powietrznych do munduru wyjściowego i galowego (1943–1955)
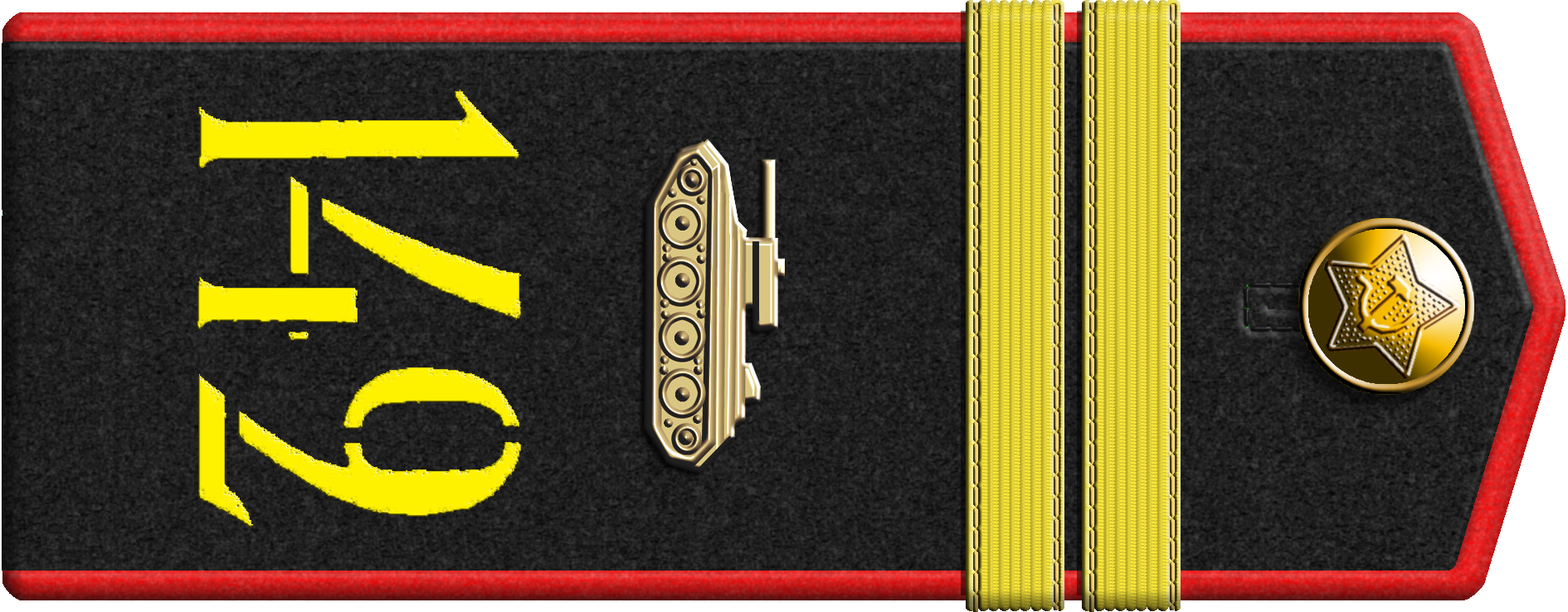
Pagon młodszego sierżanta sił pancernych Armii Czerwonej  do munduru wyjściowego i galowego (1943–1955)
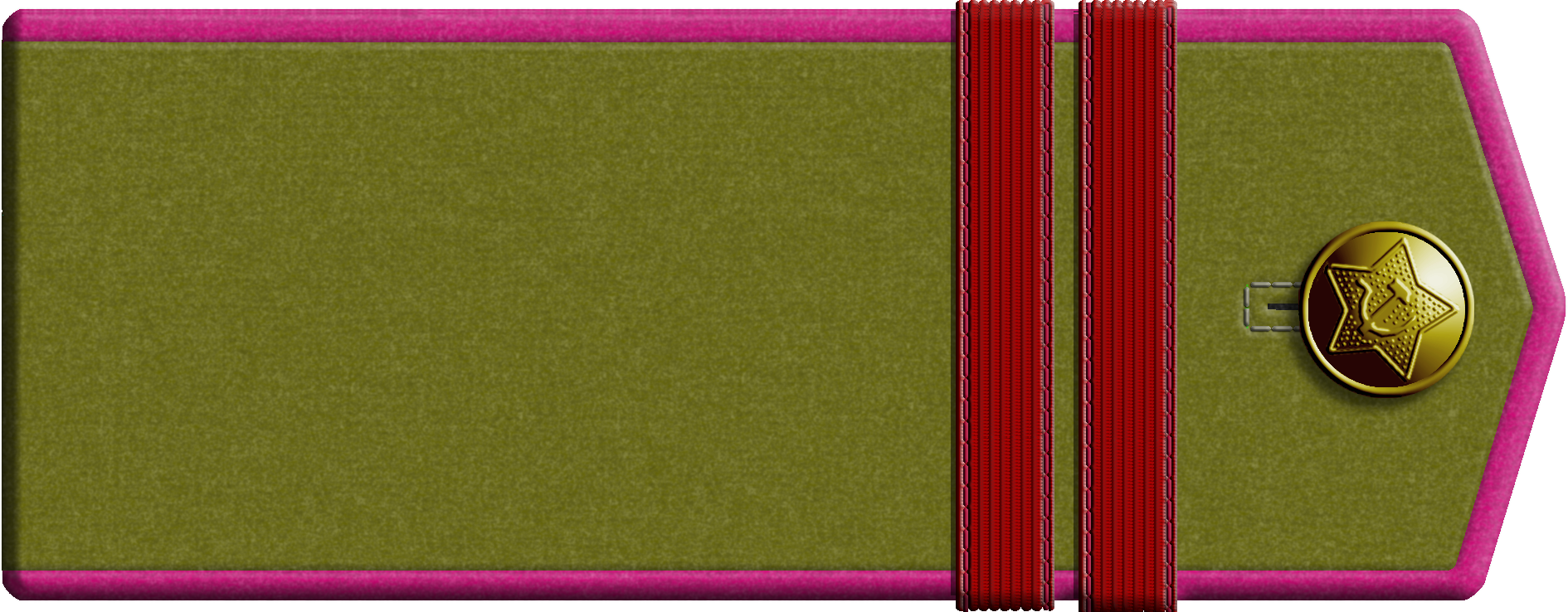
Pagon młodszego sierżanta piechoty Armii Czerwonej do munduru polowego (1943–1955)
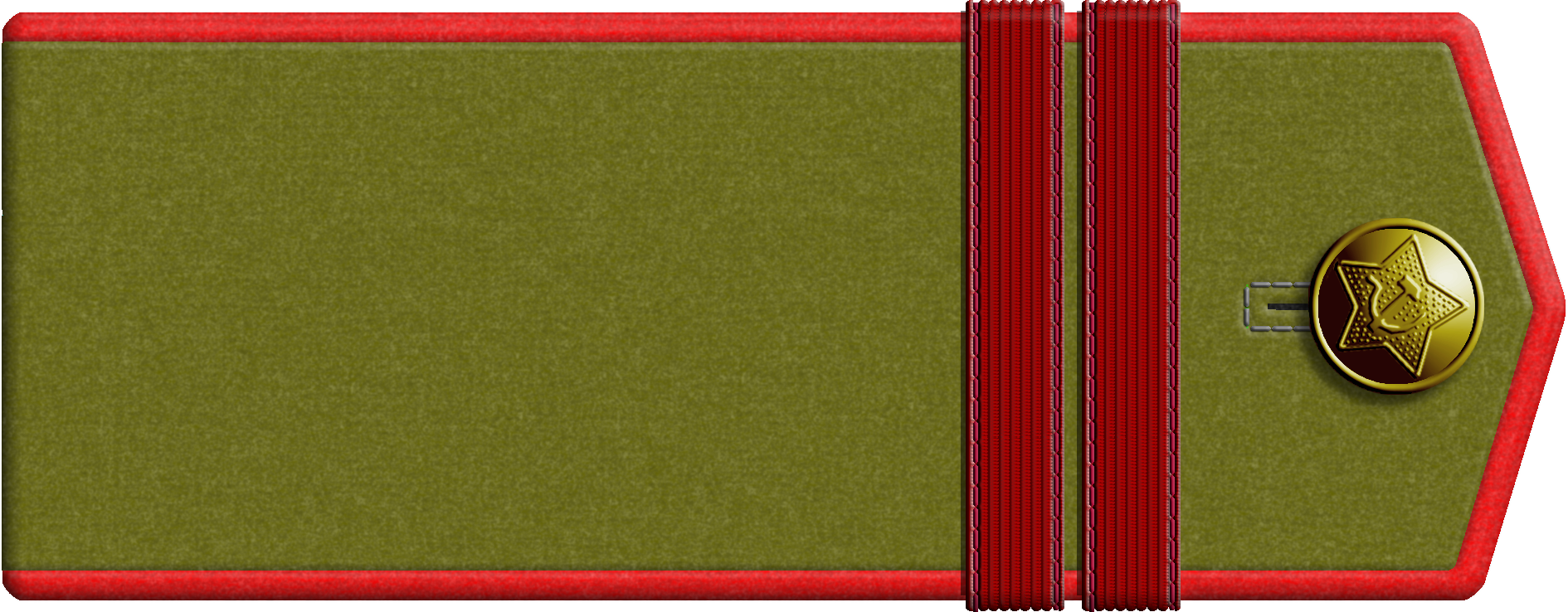
Pagon młodszego sierżanta artylerii i sił pancernych Armii Czerwonej do munduru polowego (1943–1955)
Pagon młodszego sierżanta Armii Radzieckiej (1955–1991)
Pagon młodszego sierżanta Wojskowych Sił Powietrznych, lotnictwa Wojsk Obrony Przeciwlotniczej i WDW (1955–1991)
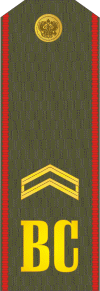
Pagon młodszego sierżanta Sił Zbrojnych Federacji Rosyjskiej (1994–2010)
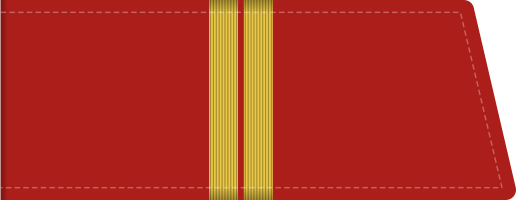
Pagon młodszego sierżanta Wojsk Lądowych Federacji Rosyjskiej (od 2010)
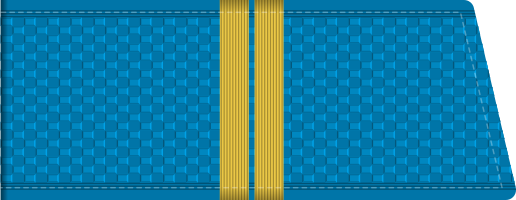
Pagon młodszego sierżanta Sił Powietrzno-Kosmicznych Federacji Rosyjskiej (od 2010)

## W innych armiach świata

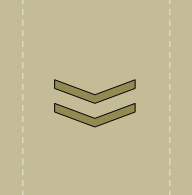
(Wojska Lądowe Armenii)
(Wojska Lądowe Azerbejdżanu)
(Wojska Lądowe Białorusi)
(Wojska Lądowe Czarnogóry)
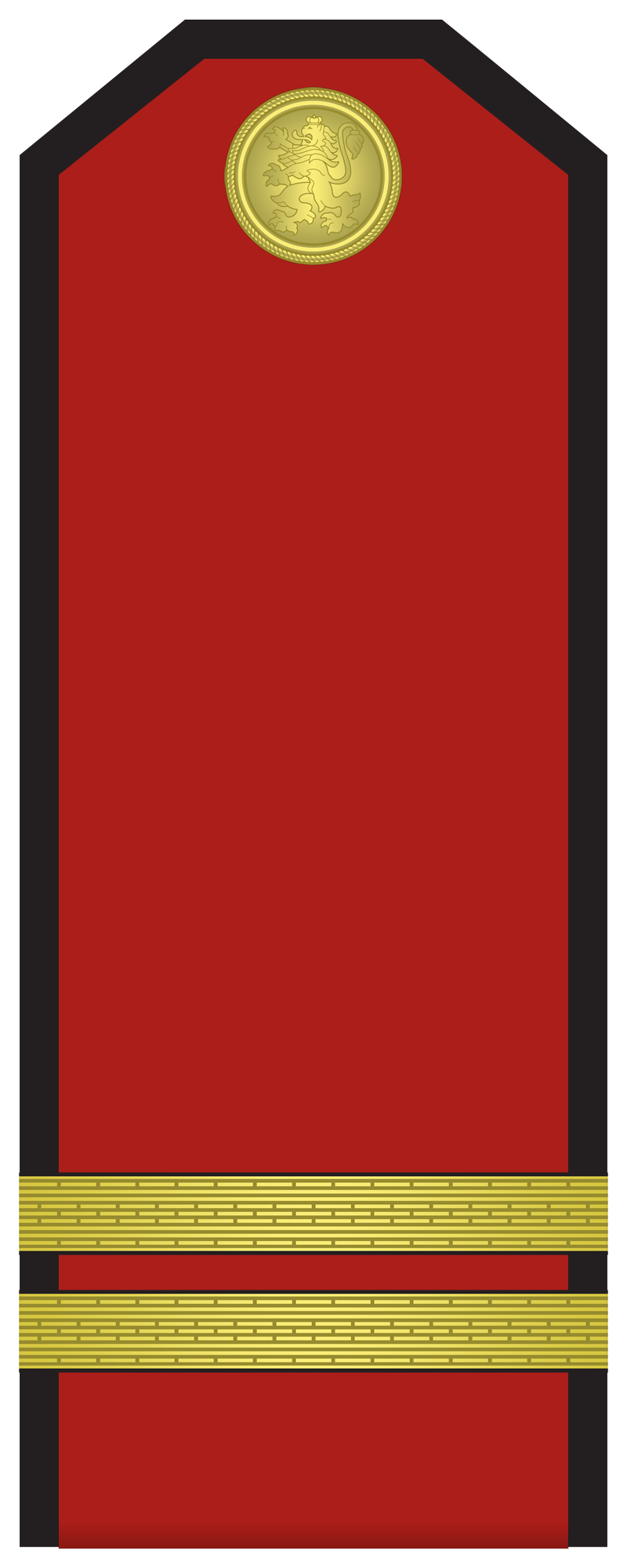
(Wojska Lądowe Bułgarii)
(Eesti maavägi)
(Maavoimat)
(Wojska Lądowe Gruzji)
(Wojska Lądowe Kazachstanu)
(Wojska Lądowe Kirgistanu)
(Wojska Lądowe Macedonii Północnej)
(Armia Salwadoru)
(Wojska Lądowe Serbii)
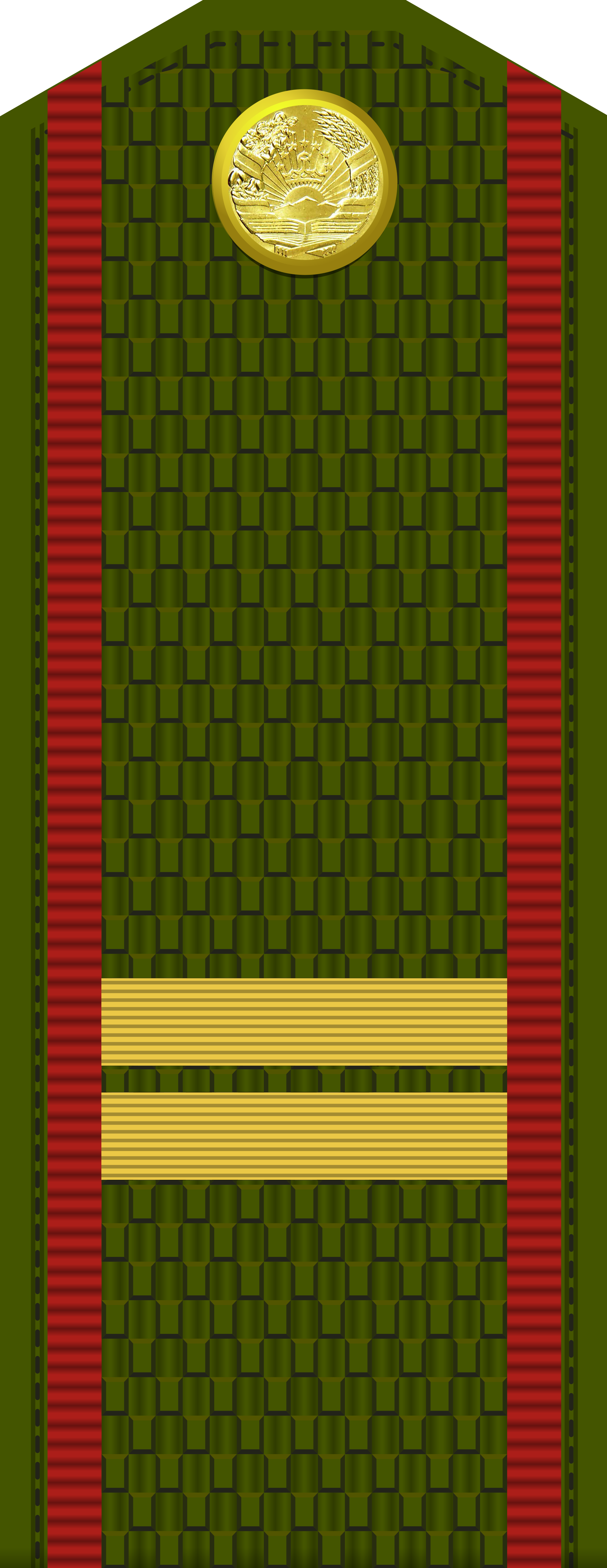
(Wojska Lądowe Tadżykistanu)
(Wojska Lądowe Turkmenistanu)
(Wojska Lądowe Ukrainy)
(Wojska Lądowe Uzbekistanu)

- orm. ԿՐՏՍԵՐ ՍԵՐԺԱՆՏ
orm. Krtser Serżant
(Wojska Lądowe Armenii)[1]
- azer. Kiçik çavuş
(Wojska Lądowe Azerbejdżanu)[2]
- biał. Малодшы сяржант
biał. Małodszy siarżant
(Wojska Lądowe Białorusi)[3]
- czarnog. Mlađi vodnik
(Wojska Lądowe Czarnogóry)
- bułg. Младши сержант
bułg. Mładszy serżant
(Wojska Lądowe Bułgarii)[4]
- est. Nooremseersant
(Eesti maavägi)[5]
- szw. Undersergeant
(fiń. Alikersantti)
(Maavoimat)[6]
- gruz. უმცროსი სერჟანტი
gruz. Umtsrosi serżant’i
(Wojska Lądowe Gruzji)[7]
- kaz. Кіші сержант
kaz. Kişi serjant
(Wojska Lądowe Kazachstanu)[8]
- kirg. Кенже сержант
kirg. Kenje serjant
(Wojska Lądowe Kirgistanu)[9]
- mac. Помлад водник
mac. Pomlad vodnik
(Wojska Lądowe Macedonii Północnej)[10]
- hiszp. Subsargento
(Armia Salwadoru)[11]
- serb. Млађи водник
serb. Mlađi vodnik
(Wojska Lądowe Serbii)[12]
- tadż. Сержанти хурд
tadż. Serƶanti xurd
(Wojska Lądowe Tadżykistanu)[13]
- turkm. Kiçi seržant
(Wojska Lądowe Turkmenistanu)[14]
- ukr. Молодший сержант
ukr. Mołodszyj serżant
(Wojska Lądowe Ukrainy)[15]
- uzb. Kichik serjant
(Wojska Lądowe Uzbekistanu)[16]